# بايرون ماكسويل
بايرون ماكسويل (بالإنجليزية: Byron Maxwell)‏ هو لاعب كرة قدم أمريكية أمريكي، ولد في 23 فبراير 1988 في نورث تشارلستون في الولايات المتحدة.

## وصلات خارجية
- بايرون ماكسويل على موقع مرجع كرة القدم المحترفة.كوم (الإنجليزية)